# Маттео Феррарі
Маттео Феррарі (італ. Matteo Ferrari; нар. 5 грудня 1979, Афлу) — італійський футболіст, що грав на позиції захисника.
Виступав, зокрема, за клуб «Парма», а також національну збірну Італії.
Триразовий володар Кубка Італії. Володар Суперкубка Італії з футболу. Володар Кубка Туреччини.

## Клубна кар'єра
Народився 5 грудня 1979 року в місті Афлу. Вихованець юнацьких команд футбольних клубів СПАЛ та «Інтернаціонале».
У дорослому футболі дебютував 1996 року виступами за команду клубу «Інтернаціонале», в якій провів один сезон. 
Згодом з 1997 по 2000 рік грав на умовах оренди у складі команд клубів «Дженоа», «Лечче» та «Барі», після чого ненадовго повертався до «Інтернаціонале».
Своєю грою привернув увагу представників тренерського штабу клубу «Парма», до складу якого приєднався 2001 року. Відіграв за пармську команду наступні три сезони своєї ігрової кар'єри. Більшість часу, проведеного у складі «Парми», був основним гравцем захисту команди. За цей час виборов титул володаря Кубка Італії.
Протягом 2004—2011 років захищав кольори клубів «Рома», «Евертон», «Рома», «Дженоа» та «Бешикташ». Протягом цих років додав до переліку своїх трофеїв ще два титули володаря Кубка Італії, ставав володарем Суперкубка Італії з футболу.
Завершив професійну ігрову кар'єру в Канаді, у клубі «Монреаль Імпакт», за команду якого виступав протягом 2012—2014 років.

## Виступи за збірні
У 1995 році дебютував у складі юнацької збірної Італії, взяв участь у 19 іграх на юнацькому рівні.
Протягом 1998–2002 років залучався до складу молодіжної збірної Італії. На молодіжному рівні зіграв у 30 офіційних матчах, забив 3 голи.
У 2004 році захищав кольори олімпійської збірної Італії. У складі цієї команди провів 6 матчів. У складі збірної — учасник  футбольного турніру на Олімпійських іграх 2000 року у Сіднеї, футбольного турніру на Олімпійських іграх 2004 року в Афінах, на якому команда здобула бронзові олімпійські нагороди.
У 2002 році дебютував в офіційних матчах у складі національної збірної Італії. Протягом кар'єри у національній команді, яка тривала усього 3 роки, провів у формі головної команди країни 11 матчів.
У складі збірної був учасником чемпіонату Європи 2004 року у Португалії.
| Дата       | Місто          | Господарі  | Результат | Гості       | Турнір            | Голи | Примітки |
| ---------- | -------------- | ---------- | --------- | ----------- | ----------------- | ---- | -------- |
| 20/11/2002 | Пескара        | Італія     | 1 – 1     | Туреччина   | товариський матч  | -    |          |
| 30/04/2003 | Женева         | Швейцарія  | 1 – 2     | Італія      | товариський матч  | -    |          |
| 03/06/2003 | Кампобассо     | Італія     | 2 – 0     | Ірландія    | товариський матч  | -    |          |
| 20/08/2003 | Штутгарт       | Німеччина  | 0 – 1     | Італія      | товариський матч  | -    |          |
| 11/10/2003 | Реджо-Калабрія | Італія     | 4 – 0     | Азербайджан | Відбір до ЧЄ 2004 | -    |          |
| 12/11/2003 | Варшава        | Польща     | 3 – 1     | Італія      | товариський матч  | -    |          |
| 16/11/2003 | Анкона         | Італія     | 1 – 0     | Румунія     | товариський матч  | -    |          |
| 18/02/2004 | Палермо        | Італія     | 2 – 2     | Чехія       | товариський матч  | -    |          |
| 31/03/2004 | Брага          | Португалія | 1 – 2     | Італія      | товариський матч  | -    |          |
| 28/04/2004 | Генуя          | Італія     | 1 – 1     | Іспанія     | товариський матч  | -    |          |
| 30/05/2004 | Туніс          | Туніс      | 0 – 4     | Італія      | товариський матч  | -    |          |
| Усього     |                | Матчів     | 11        |             | Голів             | 0    |          |

## Титули і досягнення
- Володар Кубка Італії (3):

«Парма»: 2001–02
«Рома»: 2006–07, 2007–08
- Володар Суперкубка Італії з футболу (1):

«Рома»: 2007
- Володар Кубка Туреччини (1):

«Бешікташ»: 2010–11
- Чемпіон Канади (2):

«Монреаль Імпакт»: 2013, 2014
- Чемпіон Європи (U-21): 2000
- Бронзовий олімпійський призер: 2004